# Maluganahalli, Holenarsipur
Maluganahalli là một làng thuộc tehsil Holenarsipur, huyện Hassan, bang Karnataka, Ấn Độ.